# Mechelse kant

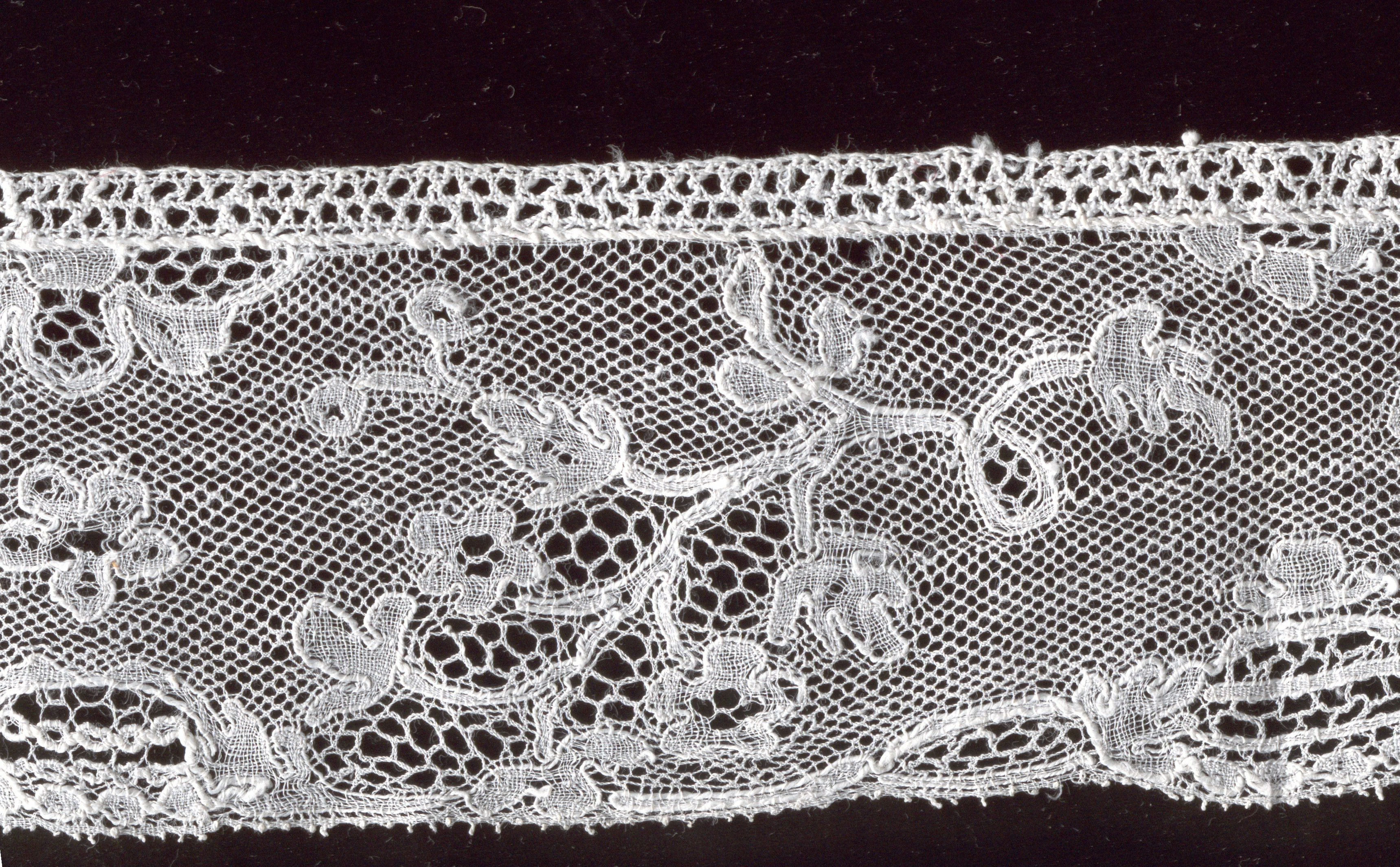
Mechelse kant

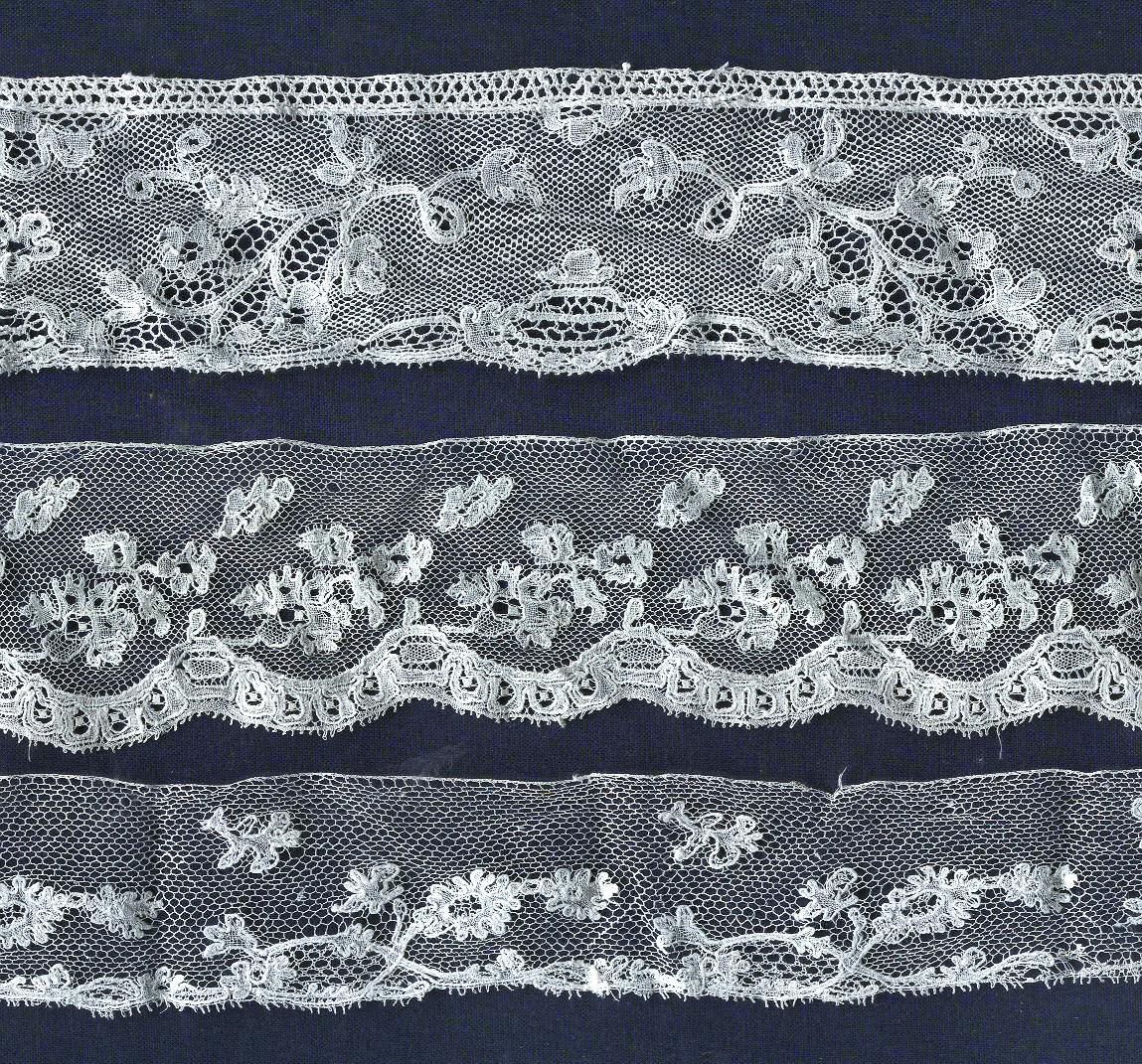
Tulekant

Mechelse kant is een historische Belgische kloskant.

## Techniek
De tule is zeer fijn en heeft de vorm van een honinggraat. De basis wordt met vier draden geklost, die gevlochten worden. Hoe breder de kant, en de tule hoe duurder hij is. In de 19de eeuw kreeg deze kantsoort veel concurrentie van bredere soorten. Hierdoor kon deze kantsoort niet meer voldoen aan de mode van de 19de eeuw, en verloor hij aan populariteit.
Deze zeer fijne motieven worden geklost in linnenslag, omgeven door een sierdraad, en stellen meestal natuurelementen voor. Gedurende de 18de eeuw werd het motief verspreid over het hele oppervlak. Tijdens de 19de eeuw verschoof het patroon, waardoor soms meer dan de helft uit tule bestond. De motieven waren ook erg onderhevig aan de mode. De verfijning van de kant wordt benadrukt door de kunstslagen en de siertralies. Vele dames betaalden zich dan ook blauw aan een stuk Mechelse kant waaraan iemand soms maanden had geklost.
Deze kantsoort staat bekend als de allermoeilijkste en allerduurste vanwege de zeer hoge kwaliteit. Niet iedereen was in staat een stuk Mechelse kant te vervaardigen, er kroop ontzettend veel tijd in; soms moest men dagen klossen met tientallen klosjes voor slechts een paar centimeter.

## Verspreiding
De productie van Mechelse kant kenden tijdens het ancien régime een hoogtepunt. De stukken werden vooral in mutsen en boorden verwerkt. De meeste klanten waren clerici en edellieden. Vlaanderen was in Europa zeer gekend vanwege deze kantsoorten van hoge kwaliteit. Aan het Franse hof werd hij gedragen tijdens de zomer, terwijl in de winter dames en heren getooid gingen in Point de Venise, een dure naaldkant. Deze kant werd dan ook vaak geschonken aan vorstinnen als relatiegeschenken. Keizerin Maria Theresia van Oostenrijk en koningin Marie Henriëtte van België kregen zo een paar uniek stukken van het Belgische volk. Deze kant wordt vandaag nog zelden geklost, vanwege de vraag en de kostprijs, hoewel er hier en daar toch cursussen voor opgericht worden. Doch hij wordt gretig verzameld door verzamelaars van de hele wereld.